# Erewapens
In een revolutionaire maatschappij die op basis van de begrippen " Liberté,  Égalité, Fraternité" (Frans: Vrijheid, Gelijkheid, Broederschap") was georganiseerd was het niet passend om ridderorden in te stellen omdat deze bij uitstek "onderscheiden" waar juist gelijkheid het motto van de staat is. Desondanks werden voor vrijwilligers en voor de dappere bestormers van de Bastille medailles en andere onderscheidingen ingesteld.
Toen Frankrijk in 1791 in oorlog geraakte met vrijwel al zijn buurlanden en de Orde van de Heilige Lodewijk, de Orde van Militaire Verdienste en de in 1791 uit hun samenvoeging ontstane Militaire Decoratie (Frans:"Décoration Militaire") door de wet van 15 oktober 1792 waren afgeschaft, was er geen beloning meer voor dappere en verdienstelijke soldaten en officieren. Tijdens het Consulaat werden daarom Erewapens ingevoerd, gouden of vergulde musketten, zwaarden en zelfs handgranaten werden uitgereikt aan de verdienstelijken. Zij droegen een in gouddraad geborduurde afbeelding van het wapen op hun uniform.
De erewapens zijn geen ridderorden en kunnen ook niet als medailles worden gezien. Het zijn echter wel onderscheidingen en zij staan daarom als voetnoot in de lijst van historische orden van Frankrijk, omdat zij de voorgangers waren van het Legioen van Eer dat in de eerste jaren ook al geen ridderorde mocht heten.